# ابوالفضل سجاوندی
شمس‌الدینْ ابوالفضلْ محمد بن ابی‌یزیدْ طیفورِ سَجاوندیِ غزنویِ قاری عالِم، صوفی، قاری و یزدان‌شناس اهل غزنین در سدهٔ ششم ه‍.ق بود. وی برای راهنمایی قاریان، نخستین نشانه‌ها را در نگارش قرآن به‌کار برد.
سجاوندیِ غزنوی اهل غزنین بود. غزنین سابقا جزء سیستان بزرگ بود و در حال حاضر شهری از والی خوارزم افغانستان است. سجاوندی تألیفات متعددی دارد و در تفسیر و مسائل مربوط به قرآن صاحبنظر بوده است. تألیفات او به این قرار است.

نشانه‌های سَجاوَندی یا نشانه‌های سَگاوَندی یا نشانه‌های نقطه‌گذاری نشانه‌هایی هستند که برای روشن کردن معنی و مشخص کردن آغاز و انجام عبارت‌ها و جمله‌ها و بندها در نگارش به‌کار می‌روند. این نشانه‌ها، که نشانه‌های نوشتاری هم نامیده می‌شوند، نشانه‌هایی هستند که برای آسان‌تر خواندن یک نوشته، بیان یک احساس، فرمول‌نویسی در ریاضیات و غیره یا ایجاد دگرگونی در تلفظ واژه‌ها به‌کار می‌روند. با همین انگیزه، کاتبان اروپاییِ کتاب مقدس در سده‌های میانه نشانه‌هایی را به‌کار می‌بردند.